# Nora Springs
Nora Springs é uma cidade localizada no estado americano de Iowa, no Condado de Cerro Gordo e Condado de Floyd.

## Demografia
Segundo o censo americano de 2000, a sua população era de 1532 habitantes.
Em 2006, foi estimada uma população de 1465, um decréscimo de 67 (-4.4%).

## Geografia
De acordo com o United States Census Bureau tem uma área de
5,8 km², dos quais 5,7 km² cobertos por terra e 0,1 km² cobertos por água. Nora Springs localiza-se a aproximadamente 346 m acima do nível do mar.

## Localidades na vizinhança
O diagrama seguinte representa as localidades num raio de 16 km ao redor de Nora Springs.